# 贾玛尔·卡尔希
贾玛尔·卡尔希（Jamāl al-Qarshi，阿拉伯语：‎，1230？—?），又译作札马勒·哈儿昔，蒙古帝国神学家，本名阿布·法兹勒·本·穆罕默德，贾玛尔·卡尔希为荣誉称号（尼斯巴）。

## 生平
他大约于回历628年（公元1230—1231年）出生在阿力麻里。父亲是八剌沙衮清真寺的古兰经背诵人（hafiz），其母为木鹿人。幼年就读经文学校，受教于著名伊斯兰教学者。他在当地政府任职，1263-1264年他迁居喀什噶尔，游历中亚等地。一度任职于窝阔台后王海都。因为他与阿力麻里诸王公的关系，其称号中的卡尔希（Qarshi）来自蒙古语“宫廷、朝臣”之意。
他通晓阿拉伯文和波斯文。1282年，他根据焦哈里的阿拉伯文词典《语言之冠和阿拉伯文之美》（‎，Taj al-Lugha wa Sihah al-Arabiya），编译成波斯文的《苏拉赫词典》（阿拉伯语：‎，al-Surah min al-Sihah），内容为对焦哈里词典的注释，因此而得名（Surah即“注释”之意）。14世纪初，又撰写《苏拉赫词典补编》（Mulhaqāt al-Surāh），内容包含中亚各个王朝的丰富史料和一些谢赫学者的传记资料，受到东方学家的重视。在14世纪初期去世。